# Armin Eidherr
Armin Eidherr (* 1. Januar 1963 in Wels) ist ein österreichischer Jiddist, Germanist und Schriftsteller.

## Leben
Eidherr studierte von 1983/84 Klassische Philologie und Kunstgeschichte, von 1984 bis 1993 Germanistik und Romanistik in Salzburg. 1994/95 arbeitete er als Lehrer am Colegio Alemán in Villarrica, Chile; 1995 bis 1998 als Austauschlektor für Germanistik in Pisa, Italien. Seit Herbst 1998 lebt und arbeitet er in Salzburg als Übersetzer, Schriftsteller und ab 1999 als Universitätslektor am Institut für Germanistik.
Er wurde 2000 von der Deutschen Akademie für Sprache und Dichtung mit dem Johann-Heinrich-Voß-Preis für Übersetzung ausgezeichnet, weil er, wie es in der Jurybegründung hieß, „mit Einfühlungsvermögen und Phantasie sehr unterschiedliche Werke der jiddischen Literatur ins Deutsche übersetzt hat und vor allem auch als Herausgeber der Jiddischen Bibliothek dafür Sorge trägt, dass diese Literatur in der Vielfalt ihrer Facetten im Deutschen für den heutigen Leser gegenwärtig ist.“
2001 und 2002 arbeitete Eidherr am inzwischen abgeschlossenen Forschungsprojekt „Österreichische Schriftstellerinnen und Schriftsteller des Exils seit 1933“ mit. Seit dem 10. Januar 2005 arbeitet er als wissenschaftlicher Mitarbeiter am Zentrum für Jüdische Kulturgeschichte an der Paris-Lodron-Universität Salzburg.
Im Sommersemester 2007 nahm Eidherr eine Gastprofessur für Jiddistik an der Philologisch-Kulturwissenschaftlichen Fakultät der Universität Wien an. Seit dem 1. März 2008 ist er wissenschaftlicher Mitarbeiter am FB Germanistik (Neuere Deutsche Literatur).

## Forschungs- und Lehrschwerpunkte
- Deutsch-jüdische Literatur und Exilliteratur
- Deutschsprachige Literatur vom 18. bis 20. Jahrhundert
- Übersetzung
- Jiddistik (jiddische Sprache, Literatur und Kultur)
- Jüdische Kulturgeschichte
- Moderne sefardische Dichtung

Lehrtätigkeiten u. a. in Polen, Deutschland und Österreich.

## Veröffentlichungen (Auswahl)
- Germanistik – Jiddistik – Judaistik. Studien zu einer interdisziplinären jiddistischen Forschung. Transkriptionsproblematik und Chrestomatie. (Diplomarbeit, unveröff.). Universität Salzburg 1989
- Aspekte der literarischen Übersetzung aus dem Jiddischen ins Deutsche. Dissertation. Salzburg 1993
- Herausgeber & Übersetzer: Gehat hob ikh a heym – Ich hatte ein Zuhaus'. Zeitgenössische jiddische Lyrik. Eye, Landeck (Tirol) ISBN 3901735054. Zweisprachige Anthologie
- Armin Eidherr (Hrsg.): Pferde in der Weltliteratur, Manesse Verlag, Zürich 2002, ISBN 3-7175-1996-4
- Armin Eidherr, M. Mittermayer (Hrsg.): Thomas Bernhard in der Türkei. ÖKI, Istanbul 2002
- Armin Eidherr, Karl Müller (Hrsg.): Jiddische Kultur in Österreich. Theodor Kramer Gesellschaft, Wien 2003
- Armin Eidherr, Gerhard Langer, Karl Müller (Hrsg.): Diaspora. Exil als Krisenerfahrung: Jüdische Bilanzen und Perspektiven. Drava, Klagenfurt 2006
- Chilufim. Zeitschrift für jüdische Kulturgeschichte. Salzburg. Herausgeber zs. mit Gerhard Langer, Albert Lichtblau, Maria Ecker und Karl Müller: Nummer (01/2006); 2. Nummer (02/2007); 3. Nummer (03/2007); 4. Nummer (04/2008) und weitere
- Sonnenuntergang auf eisig-blauen Wegen. Zur Thematisierung von Diaspora und Sprache in der jiddischen Literatur des 20. Jahrhunderts. Poetik, Exegese und Narrative. V&R, Göttingen 2012 ISBN 3899719948[1]

## Notizen
1. ↑  im Literaturverzeichnis eine genaue Liste zahlreicher einschlägiger Veröff. von A. E.

| Personendaten    | Personendaten                                          |
| ---------------- | ------------------------------------------------------ |
| NAME             | Eidherr, Armin                                         |
| KURZBESCHREIBUNG | österreichischer Jiddist, Germanist und Schriftsteller |
| GEBURTSDATUM     | 1. Januar 1963                                         |
| GEBURTSORT       | Wels                                                   |